# QU Водолея
QU Водолея (лат. QU Aquarii) — карликовая новая, двойная катаклизмическая переменная звезда типа SU Большой Медведицы (UGSU) в созвездии Водолея на расстоянии (вычисленном из значения параллакса) приблизительно 3072 световых лет (около 942 парсеков) от Солнца. Видимая звёздная величина звезды — от +18,8m до +16,1m.

## Характеристики
Первый компонент — аккрецирующий белый карлик.